# Непостроенные станции Петербургского метрополитена
Непостроенные станции Петербу́ргского метрополите́на — остановочные пункты Ленинградского (Петербургского) метрополитена, запланированные в разное время к постройке, но по тем или иным причинам не воплощённые в жизнь.

## Кировско-Выборгская линия
На первой очереди довоенного проекта Кировско-Выборгской линии, в котором предполагалось 12 станций и 16,5 км пути (с открытием в декабре 1942 года), между «Нарвской» (тогда, в проекте, — «Площадью Стачек») и «Кировским заводом» должна была быть расположена станция «Сад 9 января», от строительства которой отказались по завершении Великой Отечественной войны с последующей переработкой проекта в целях экономии (в которой был приоритет на преимущественно прямое пролегание пути), в результате чего открывшийся 15 ноября 1955 года вместе с остальной линией от «Автово» до «Площади Восстания» перегон «Нарвская» — «Кировский завод» является одним из самых длинных на линии.
Станция, в частности, фигурирует в тексте приказа НКПС о немедленном начале строительства:

ПРИКАЗ НАРОДНОГО КОМИССАРА ПУТЕЙ СООБЩЕНИЯ

№ 27

гор. Москва 21 января 1941 года

«О строительстве Метрополитена в Ленинграде»

Во исполнение постановления Совета Народных Комиссаров Союза ССР и Центрального Комитета ВКП/б/ № 126-54сс от 17 января 1941 года о строительстве Метрополитена в гор. Ленинграде, — приказываю:
I. Начальнику Метростроя тов. Гоциридзе и его первому заместителю тов. Самодурову

а/ приступить немедленно к строительству Метрополитена в Ленинграде;

б/ строительство первой очереди, общим протяжением 19,1 клм. вести по Кировско-Выборгскому направлению от Автово до Бабурина переулка и от площади Восстания до Октябрьской железной дороги со станциями:

1. Автово

2. Кировский завод

3. Сад 9-го января

4. Площадь Стачек

5. Балтийский вокзал

6. Технологический институт

7. Витебский вокзал

8. Площадь Нахимсона

9. Площадь Восстания

10. Кирочная улица

11. Финляндский вокзал

12. Бабурин переулок.

в/ сооружение Ленинградского Метрополитена вести глубоким заложением /30—50 метров/ при помощи щитов с чугунной обделкой станций и тоннелей под Невой и бетонной обделкой перегонных тоннелей…

## Московско-Петроградская линия
На Московско-Петроградской линии предполагалась станция у Марсового поля, однако геологоразведка обнаружила линзу плывуна с вкраплением обводнённой супеси, вероятно вследствие чего от планов отказались.

## Невско-Василеостровская линия
На Невско-Василеостровской линии в целях экономии после выхода  постановления ЦК КПСС и Совета министров СССР «Об устранении излишеств в проектировании и строительстве» № 1871 от 4 ноября 1955 года на перегоне «Василеостровская» — «Гостиный двор» отказались от запланированных ранее станций «Университетская» и «Адмиралтейская». Между «Площадью Александра Невского» и «Елизаровской» планировалась станция «Хрустальная», а также, по другим данным, «Смоляная». На момент открытия эти два перегона являлись самыми длинными в городе: так, протяжённость перегона «Площадь Александра Невского» — «Елизаровская» составляла 3,4 км. В 1981 году этот статус отошёл перегону между станциями «Обухово» и «Рыбацкое» — 3,6 км. Под пропущенные станции были оставлены заделы — прямолинейные участки пути с разнесёнными перегонными тоннелями, однако их достройка без остановки движения поездов невозможна с отсутствием опыта такого метода.